# Automatic Train Operation

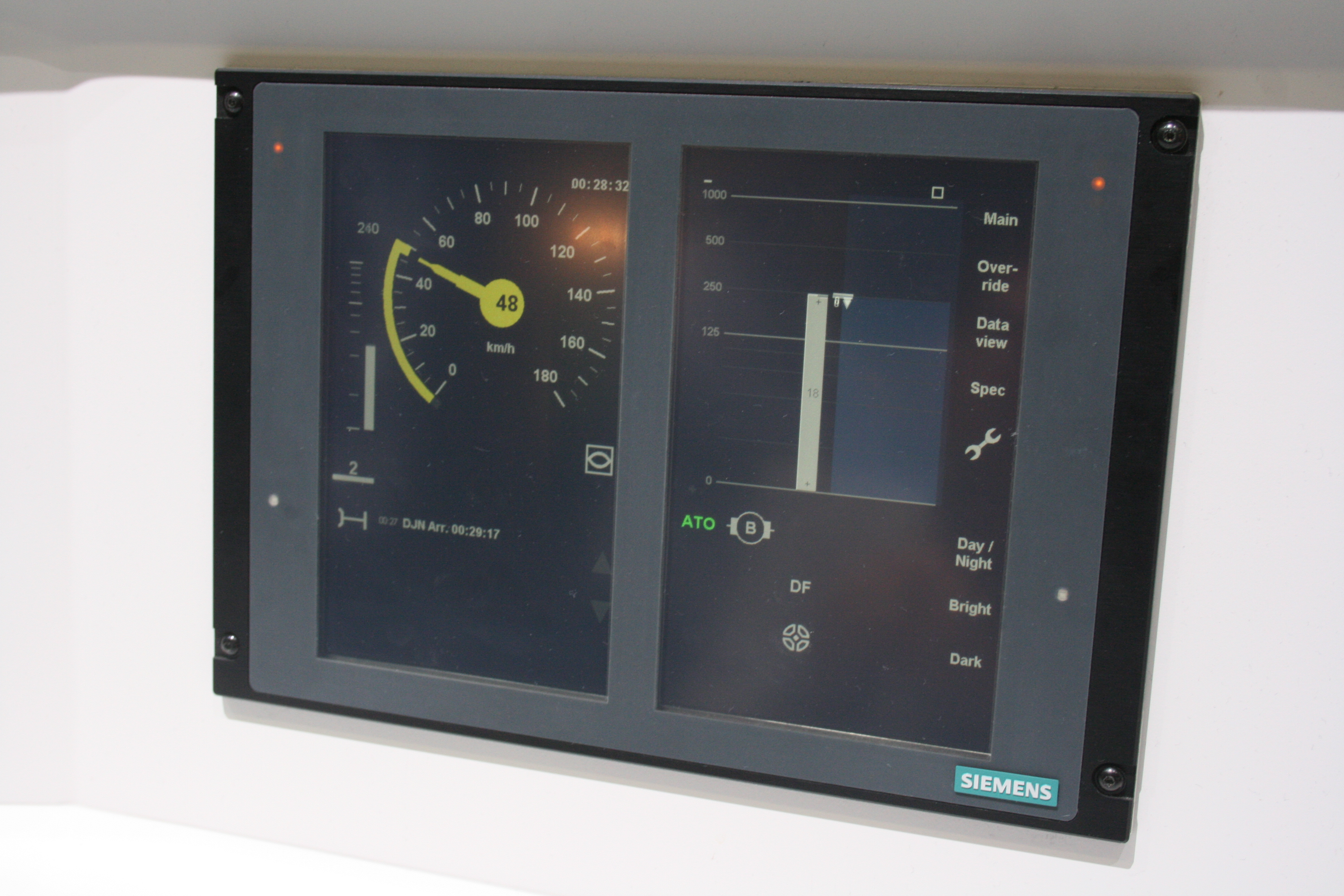
Driver Machine Interface eines unter ETCS mit ATO nahe an der Bremskurve automatisch fahrenden Thameslink-Triebzugs (Präsentation auf der Innotrans 2016)

Automatic Train Operation (ATO) ist der automatisierte Fahrbetrieb, bei dem die Zugsteuerung ganz oder teilweise vom Fahrtrechner übernommen wird. Die verschiedenen Grade der Automatisierung reichen von der Bremssteuerung und Fahrsteuerung zur Geschwindigkeitskontrolle, über die Fahrsteuerung und Türsteuerung an Verkehrshalten bis zur möglichen Fernsteuerung für den fahrerlosen Betrieb.
Bei ATO over ETCS erfolgt die Spezifikation für ERTMS in den Teilen zur fahrzeugseitigen ATO-OB (On-Board-Unit) und streckenseitigen ATO-TS (trackside system), mit der Betriebsart Automatic Driving.

## Stufen
Der Internationale Verband für öffentliches Verkehrswesen (UITP) hat den Automatisierungsgrad (Grade of Automation – GoA) im ÖPNV in vier Stufen zusammengefasst. Dies resultiert aus dem Projekt MODURBAN (EU 2005–2009). Diese wurden 2010 in der Norm IEC 62267 festgehalten, und dort neben den numerischen Stufen als NTO, STO, DTO und UTO benannt.
| Kürzel | Beschreibung | Entsprechung in SAE |
| ------ | --- | ------------------- |
| GoA 0  | OS (on-sight train operation) ist das Fahren auf Sicht, entsprechend dem Straßenbahnbetrieb. Sie bezeichnet das manuelle Fahren ohne Zugbeeinflussung und muss als Rückfallebene der anderen Automatisierungsgrade definiert werden. | 0                   |
| GoA 1  | NTO (non-automated train operation) ist die manuelle Fahrt mit Zugbeeinflussung. Der Fahrer regelt die Fahrt und ist zuständig für Start, Stopp und Türsteuerungen. Der Zugbetrieb ist nicht automatisiert, aber einige Parameter der Fahrt können über eine Zugbeeinflussung geregelt werden (siehe Bremssteuerung im folgenden Abschnitt). Zugfahrten werden heute der Regel mit dieser Stufe durchgeführt. Bei Stufe 1a erfolgt die Zugbeeinflussung punktförmig (an Signalen, z. B. PZB oder ETCS, Level 1), bei Stufe 1b kontinuierlich (z. B. LZB / ETCS, Level 2). | 1                   |
| GoA 2  | STO (semi-automatic train operation) ist halbautomatischer Zugbetrieb mit Fahrer. Die Fahrt vom Start bis Stopp wird vollautomatisch durchgeführt, jedoch löst der Fahrer die Abfahrt aus und ist für die Türsteuerung zuständig. Im Bedarfsfall kann er die Fahrsteuerung sofort übernehmen. Viele Konversionen älterer Strecken sind so ausgeführt. | 2                   |
| GoA 3  | DTO (driverless train operation) ist der begleitete fahrerlose Zugbetrieb. Statt einer ständigen Kontrolle durch einen Fahrer gibt es nur noch einen Zugbegleiter. Dieser ist für die Türsteuerung zuständig und kann über einen Hilfsführerstand den Zug bewegen. | 3 und 4             |
| GoA 4  | UTO (unattended train operation) ist der vollautomatische fahrerlose Zugbetrieb. Hier befindet sich kein Betriebspersonal mehr im Zug und alle Operationen sind automatisiert. Die Leitstelle kann in den Zugbetrieb eingreifen. | 5                   |

Im Sprachgebrauch meint ein automatischer Fahrbetrieb eine verwendete Halbautomatik. Die technische Vollautomatik findet sich bei fahrerlosem Betrieb.
Hinweis: der Automatisierungsgrad von Kraftfahrzeugen wird über den Standard SAE J3016 in fünf Stufen eingeteilt.

## Teilautomatischer Zugbetrieb

### Automatische Bremssteuerung
Die Stufe 1 der Automatisierung setzt auf einer vorhandene Zugbeeinflussung auf, die Bremskurven definiert hat. Eine Geschwindigkeitsanpassung wird dabei vom Fahrer auf eine automatische Fahrsteuerung (Supervision and Control Train Operation – SCO) übertragen. Dies bewirkt einen teilweisen Fahreingriff, der anders als bei der Zwangsbremsung keiner Löschung durch den Fahrzeugführer bedarf. Ein Beispiel ist die Long Island Rail Road Automatic Speed Control (ASC) – diese automatische Geschwindigkeitsbeeinflussung wurde zur Taktverdichtung entwickelt, um sicherzustellen, dass die Züge die maximale Geschwindigkeitsfreigabe ausnutzen können. Es ist dadurch kompatibel mit der herkömmlichen Zugbeeinflussung auf Basis der Führerstandsignalisierung entsprechend Pulse Code Cab Signaling.
In Deutschland bewirkt eine Kombination aus fahrzeugseitiger Automatischer Fahr- und Bremssteuerung (AFB) in Verbindung mit der streckenseitigen linienförmigen Zugbeeinflussung (LZB) das gleiche Ergebnis – die Geschwindigkeitsregelung kann das streckenseitig vorgegebene Maximum nicht überschreiten, der Fahrtrechner beschleunigt und bremst jedoch automatisch im Bereich unterhalb des per AFB-Regler vorgegebenen Geschwindigkeitsolls. Ein vorgesehener Halt in einem Bahnhof wird durch dieses System nicht erkannt.

### Halbautomatischer Zugbetrieb
In der Stufe 2 der Automatisierung sind zusätzliche Informationen über Haltepunkte definiert. Der halbautomatische Zugbetrieb mit Fahrer ist häufig durch den Umbau existierender U-Bahnen entstanden. Alle Parameter des Streckenabschnitts zur nächsten Station werden automatisiert eingestellt und überwacht. Der Fahrer überwacht den Halt im Bahnhof und löst die Abfahrt mittels Startknopf aus.
Den ersten automatischen Zugbetrieb gab es auf der ehemaligen Metrolinie 2 (heute Teil der Metrolinie 5) in Barcelona von 1962 bis 1970. Dabei wurden fotoelektrische Zellen eingesetzt, die das Beschleunigen und Abbremsen regelten, sowie Stahlplatten für die Abstandkontrolle. Das System wurde 1971 durch eine modernere Variante ersetzt.
Die Victoria Line in London wurde schon bei Errichtung für den automatischen Zugbetrieb ausgerüstet und wird seit 1968 genutzt – allerdings wurden bei diesem Neubau noch Triebwagenführer vorgesehen. Diese überwachten jedoch nur noch die Einfahrt in Bahnhöfe und die Abfertigung zur Abfahrt. Nach Drücken einer Starttaste wurde die Fahrt bis zum nächsten Halt automatisch gesteuert. 2013 wurde das System ersetzt.
Die Züge der Linien U1–U4 der U-Bahn Wien fahren ebenfalls automatisch, der Fahrer muss lediglich einen Abfahrtsknopf betätigen. Die Steuerung erfolgt durch die Linienförmige Zugbeeinflussung. An einigen Endstationen werden die Züge zudem fahrerlos über die Kehranlage gewendet.
Die U-Bahn München wird tagsüber halbautomatisch betrieben. Die Fahrer müssen hier für die Abfahrt zwei Starttasten synchron und parallel betätigen. Die Lichtsignale sind während des automatischen Betriebs dunkelgeschaltet.
Im Rahmen des Digitalen Knotens Stuttgart soll der Regional- und S-Bahn-Verkehr in der Region Stuttgart ab 2026 sukzessive mit ATO GoA 2 ausgerüstet werden. Damit sollen Traktionsenergie eingespart, die Betriebsqualität verbessert und die Fahrwegkapazität (durch vorausschauendes Fahren) verbessert werden. ATO zählt dabei zu einer Reihe von Techniken und Funktionen, die in der Serienausrüstung gegenüber einer möglichst einfachen ETCS-Ausrüstung zu Mehrkosten von etwa zehn Prozent führen, wobei ein Großteil jener zehn Prozent auf ATO entfällt. Die Ausrüstung erfolgt in zwei Stufen: zunächst in einer vornormativen Version, später gemäß TSI ZZS 2023. Darüber hinaus werden rund 35 Typen von Fahrzeugzustandsdaten übermittelt, beispielsweise der Status von Traktion, Bremsen, Türen und Stromabnehmern.
Eine 2023 vorgelegte Studie für die Digitale Schiene Deutschland erwartet durch ATO GoA 2 eine verbesserte Betriebsqualität, jedoch keine Kapazitätssteigerungen. In Verbindung mit einem Verkehrsleitsystem sollen größere Qualitätsverbesserungen sowie Kapazitätssteigerungen von wenigen Prozent in Form zusätzlicher vermarktbarer Fahrplantrassen erreicht werden. Noch weiter ausgeprägt sind die Effekte, wenn mit ATO näher an die Schnellbremseinsatzkurve herangefahren wird.

## Vollautomatischer Zugbetrieb

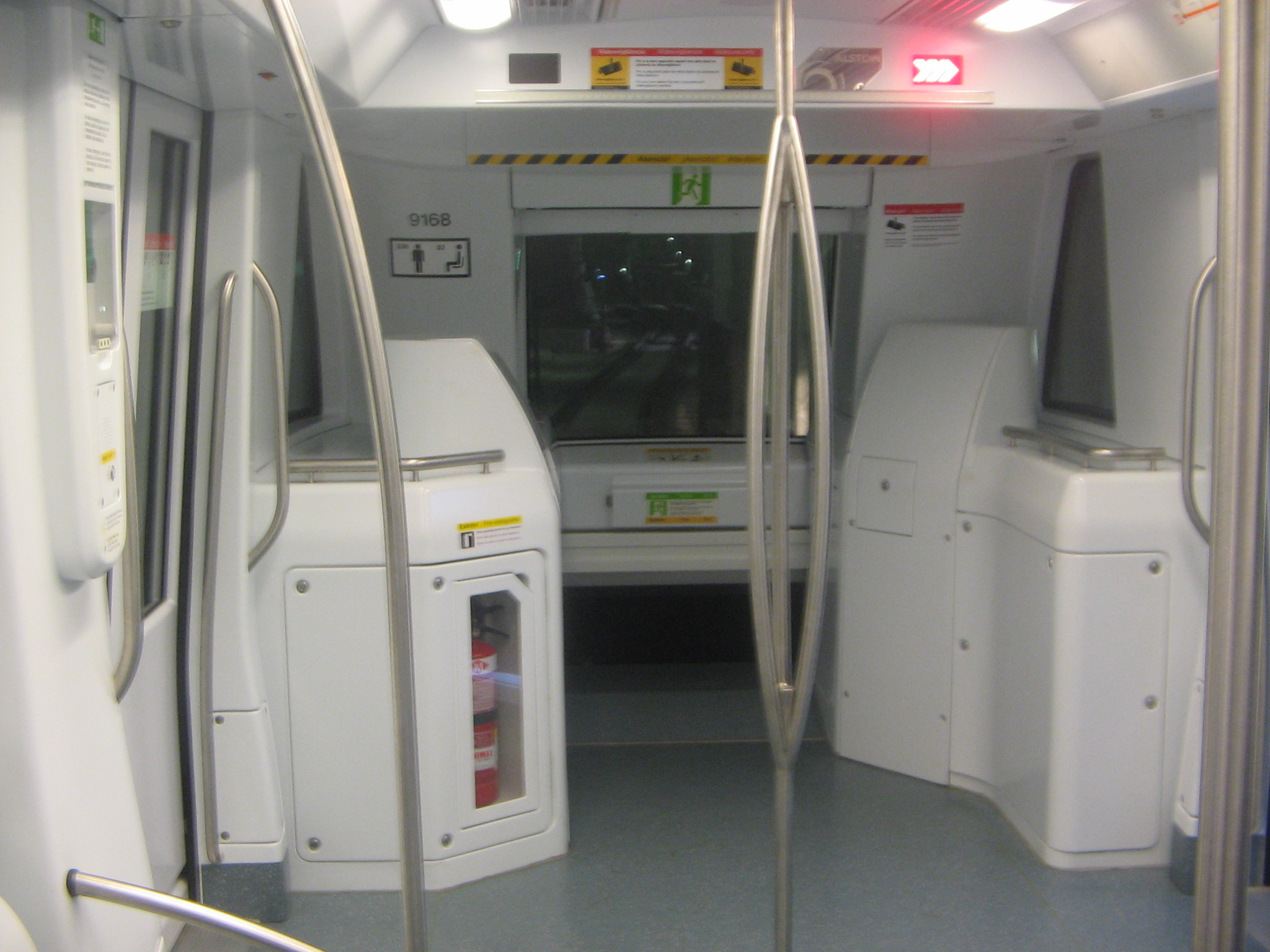
Notführerstand in einem Zug der Metrolinie 9 (Barcelona)

In den Stufen 3 und 4 wird der fahrerlose Zugbetrieb realisiert, in der auch die Türsteuerung automatisiert ist. Unterschieden wird hier, ob der Auftrag zur Weiterfahrt von einer begleitenden Aufsicht gegeben wird, oder ob dieser Schritt ebenfalls automatisiert ist. Der vollautomatische Zugbetrieb setzt regelmäßig eine Überwachung durch eine Betriebszentrale (OCC – operation control center) voraus; eine autonome Fahrt durch den Fahrtrechner ist im Bahnverkehr nicht vorgesehen.
Fahrerlose Systeme werden häufig für Pendelzüge an Flughäfen eingesetzt („people mover“). Mittlerweile sind diese Systeme auch bei einigen U-Bahnen im Einsatz, allerdings ist dann oft noch ein Zugbegleiter dabei. Auch Züge im fahrerlosen Zugbetrieb (GoA4) besitzen meist noch einen Notführerstand, der zum manuellen Rangieren eingesetzt werden kann, während im Linienbetrieb die Steuerung durch einen Fahrtrechner im Verbund mit einer zentralen Zugkontrolle ausgeübt wird.

### Einsatz im städtischen Verkehr
Im Gegensatz zur halbautomatischen Victoria Line sind neuere Linien in London wie die Docklands Light Railway fahrerlos konzipiert. Der Zugbegleiter bei der DLR Line (zuerst „Train Captain“, dann „Passenger Service Agent“ genannt) bleibt dabei für die Türschließung zuständig (GoA3). Auch die Züge der Central Line und Jubilee Line verkehren vollautomatisch.
Seit 1983 wird das französische VAL-System eingesetzt. Dabei werden kleine, leichte gummibereifte Züge genutzt, die fahrerlos im dichten Takt fahren. Das von Matra entwickelte und von Siemens übernommene System findet als städtische Leichtmetro oder in Flughäfen Anwendung.
In Deutschland ist die fahrerlose U-Bahn in Nürnberg (Projekt RUBIN Realisierung einer automatisierten U-Bahn in Nürnberg) seit 2008 (U3) und 2010 (U2) im vollautomatischen Zugbetrieb (GoA4). Vorher fand nach Erprobungen seit den 1960er Jahren bei der Hamburger Hochbahn auf der Hamburger Linie U1 von 1982 bis 1985 automatisierter Betrieb statt. Auch auf der Berliner Linie U4 wurde von 1985 bis 1993 automatisierter Betrieb mit Triebwagenführer (GoA3) nach dem System SelTrac durchgeführt. Ebenfalls bei der U-Bahn Frankfurt wurden in den 1990er Jahren in nächtlichen Betriebspausen mit zwei umgerüsteten U3-Triebwagen auf der B-Strecke Versuchsfahrten erfolgreich durchgeführt. Die U-Bahn München ist heute durchgängig für den automatisierten Betrieb ausgerüstet (Automatikbetrieb mit Fahrer; GoA2). Planungen für einen Umbau zum fahrerlosen Betrieb der Berliner U5 wurden wieder eingestellt. Die Hamburger U5 wird fahrerlos betrieben werden.
Die Metro Kopenhagen wird seit 2002 mit vollautomatischen Zügen betrieben. Hierbei handelt es sich um zwei Netze mit je zwei sich überlagernden Linien. Das System ermöglicht einen Betrieb im 1,5-Minuten-Takt. In der Schweiz ist die fahrerlose Linie M2 der Métro Lausanne seit 2008 in Betrieb. Die Züge der Métrolinie 14 in Paris fahren ebenfalls automatisch und ohne Fahrer seit 1998. Zwischenzeitlich wurden zwei Bestandslinien (Linie 1 und Linie 4) auf ein automatisches Moving blocks-basiertes Zugsicherungssystem umgerüstet. Auch in Lyon gibt es mit den Linien B und D automatisch fahrende Metro-Linien.
Weltweit wurden 2023 rund 1700 km U-Bahnen mit im Automatisierungsgrad 4 betrieben, die Hälfte davon in der Asien-Pazifik-Region. Bis 2030 sollen weitere rund 1230 km in Betrieb gehen. 2016 gab es in Europa etwa 15 vollautomatische Metrosysteme (ohne Flughafenbahnen). Rund eine Milliarde Fahrgäste nutzten fahrerlose Bahnen im Jahr 2015. Viele weitere Systeme sind im Bau oder in der Planung, darunter zum Beispiel Hamburg, Istanbul und Wien.

### Einsatz auf Eisenbahnstrecken
Im September 2016 vereinbarten die Deutsche Bahn und die SNCF eine weitgehende Kooperation, deren Kern eine gemeinsame Digitalisierungsstrategie ist. Beide Bahnen wollen insbesondere fahrerlose Züge entwickeln. Die Deutsche Bahn wollte laut eigenen Angaben von 2016 „spätestens 2023 (...) so weit sein, dass wir in Teilen unseres Netzes vollautomatisch fahren können“. Ein erster Einsatz sei am ehesten in Streckenabschnitten ohne Mischverkehr, beispielsweise S-Bahnen, denkbar. Im Oktober 2021 startete das Pilotprojekt des „ersten automatisierten, selbstfahrenden“ konventionellen Zugs in Hamburg – die „Digital S-Bahn Hamburg“.
2017 gab die Schweizerische Südostbahn bekannt, den Abschnitt Wattwil–Nesslau Neu St. Johann mit einem automatischen S-Bahn-Zug ohne Lokomotivführer betreiben zu wollen. Das Vorhaben wurde vom Bundesamt für Verkehr (BAV) zurückgebunden. Im Dezember des gleichen Jahres führt die SBB an einer Pressekonferenz einen Doppelstockzug von Stadler Rail im halbautomatischer Zugbetrieb mit Fahrer vor. Dennoch wird das Projekt der Schweizerischen Südostbahn weiterverfolgt. Es wird nach einer Branchenlösung gesucht. Im Rennen mit Stadler Rail ist Rail Systems Engineering aus Wallisellen und Bombardier Transportation (Schweiz) vertreten. Die ersten Testfahrten wurde für den Zeitraum zwischen Dezember 2019 und Dezember 2020 angekündigt.
In Australien wurde Anfang 2017 auf den Erzbahnen der Rio Tinto Group halbautomatischer Zugbetrieb mit Fahrer aufgenommen. Die Gesellschaft betreibt ein Streckennetz von 1700 km Länge mit 200 Lokomotiven. Ende 2017 wurde etwa die Hälfte der Kilometerleistung im halbautomatischen Betrieb erbracht. Im Dezember 2017 verkehrte der erste schwere Güterzug im vollautomatischen, fahrerlosen Zugbetrieb über eine knapp 100 km lange Strecke.

### Rekorde
Der größte lokführerlose Eisenbahnbetrieb ist die Eisenerzbahn von Rio Tinto in Westaustralien. Seit Juni 2019 verkehren auf dem 1500 km langen Streckennetz bis zu 50 Züge gleichzeitig im GoA-4-Betrieb. Siehe Abschnitt Automatic Train Operation AutoHaul im Artikel Eisenbahn in Western Australia.
Bis zum Juni 2014 galten die folgenden Rekorde:
- Das längste Streckennetz mit fahrerlosem Zugbetrieb ist mit 68,7 km Länge bei den drei Linien des Vancouver SkyTrain in Betrieb
- Die längste Einzelstrecke mit fahrerlosem Betrieb ist die Linie 2 der Métro Lille mit 31,7 km Länge
- Die längste Tunnelstrecke im fahrerlosen Betrieb ist die vollständig im Tunnel verlaufende Nord-Ost-Linie in Singapur mit einer Länge von 20 km

Stand 2024 ist das längste Streckennetz mit fahrerlosem Zugbetrieb die MRT Singapur (140 Kilometer).
Rund ein Drittel der knapp über 3000 U-Bahn-Fahrzeuge, die 2019 bestellt wurden, sollen fahrerlos betrieben werden.